# The Philosophical Review
 (mai 2023).
La mise en forme du texte ne suit pas les recommandations de Wikipédia : il faut le « wikifier ».
Les points d'amélioration suivants sont les cas les plus fréquents. Le détail des points à revoir est peut-être précisé sur la page de discussion.
- Les titres sont pré-formatés par le logiciel. Ils ne sont ni en capitales, ni en gras.
- Le texte ne doit pas être écrit en capitales (les noms de famille non plus), ni en gras, ni en italique, ni en « petit »…
- Le gras n'est utilisé que pour surligner le titre de l'article dans l'introduction, une seule fois.
- L'italique est rarement utilisé : mots en langue étrangère, titres d'œuvres, noms de bateaux, etc.
- Les citations ne sont pas en italique mais en corps de texte normal. Elles sont entourées par des guillemets français : « et ».
- Les listes à puces sont à éviter, des paragraphes rédigés étant largement préférés. Les tableaux sont à réserver à la présentation de données structurées (résultats, etc.).
- Les appels de note de bas de page (petits chiffres en exposant, introduits par l'outil «  Source ») sont à placer entre la fin de phrase et le point final[comme ça].
- Les liens internes (vers d'autres articles de Wikipédia) sont à choisir avec parcimonie. Créez des liens vers des articles approfondissant le sujet. Les termes génériques sans rapport avec le sujet sont à éviter, ainsi que les répétitions de liens vers un même terme.
- Les liens externes sont à placer uniquement dans une section « Liens externes », à la fin de l'article. Ces liens sont à choisir avec parcimonie suivant les règles définies. Si un lien sert de source à l'article, son insertion dans le texte est à faire par les notes de bas de page.
- La présentation des références doit suivre les conventions bibliographiques. Il est recommandé d'utiliser les modèles {{Ouvrage}}, {{Chapitre}}, {{Article}}, {{Lien web}} et/ou {{Bibliographie}}. Le mode d'édition visuel peut mettre en forme automatiquement les références.
- Insérer une infobox (cadre d'informations à droite) n'est pas obligatoire pour parachever la mise en page.

Pour une aide détaillée, merci de consulter Aide:Wikification.
Si vous pensez que ces points ont été résolus, vous pouvez retirer ce bandeau et améliorer la mise en forme d'un autre article.
The Philosophical Review est une revue trimestrielle de philosophie éditée par la faculté de la Sage School of Philosophy de l'Université Cornell et publiée par Duke University Press (depuis septembre 2006).

## Aperçu
La revue publie des travaux originaux dans tous les domaines de la philosophie analytique, mais met l'accent sur le matériel d'intérêt général pour les philosophes universitaires. Chaque numéro de la revue contient environ deux à quatre articles ainsi que plusieurs critiques de livres. Selon un sondage réalisé sur Leiter Reports, la Philosophical Review est considérée comme la meilleure revue générale de philosophie en langue anglaise.
La revue est en publication continue depuis 1892. Le volume I contenait des articles de William James et John Dewey.

## Articles notables
- Willard van Orman Quine, « Deux dogmes de l'empirisme », The Philosophical Review, vol. 60, no 1,‎ 1951, p. 20–43 (DOI 10.2307/2181906, JSTOR 2181906)
- John Rawls, « Two Concepts of Rules », The Philosophical Review, vol. 64, no 1,‎ janvier 1955, p. 3–32 (DOI 10.2307/2182230, JSTOR 2182230)
- H.P. Grice, « Meaning », The Philosophical Review, vol. 66, no 3,‎ juillet 1957, p. 377–388 (DOI 10.2307/2182440, JSTOR 2182440)
- Zeno Vendler, « Verbs and Times », The Philosophical Review, vol. 66, no 2,‎ avril 1957, p. 143–160 (DOI 10.2307/2182371, JSTOR 2182371)
- John J. C. Smart, « Sensations and Brain Processes », The Philosophical Review, vol. 68, no 2,‎ avril 1959, p. 141–156 (DOI 10.2307/2182164, JSTOR 2182164)
- Gilbert Harman, « The Inference to the Best Explanation », The Philosophical Review, vol. 74, no 1,‎ janvier 1965, p. 88–95 (DOI 10.2307/2183532, JSTOR 2183532)
- Keith S. Donnellan, « Reference and Definite Descriptions », The Philosophical Review, vol. 75, no 3,‎ juillet 1966, p. 281–304 (DOI 10.2307/2183143, JSTOR 2183143)
- H.P. Grice, « Utterer's Meaning and Intention », The Philosophical Review, vol. 78, no 2,‎ avril 1969, p. 147–177 (DOI 10.2307/2184179, JSTOR 2184179)
- Thomas Nagel, « What Is It Like to Be a Bat? », The Philosophical Review, vol. 83, no 4,‎ octobre 1974, p. 435–450 (DOI 10.2307/2183914, JSTOR 2183914)
- David Lewis, « Probabilities of Conditionals and Conditional Probabilities », The Philosophical Review, vol. 85, no 3,‎ juillet 1976, p. 297–315 (DOI 10.2307/2184045, JSTOR 2184045)
- Tyler Burge, « Individualism and Psychology », The Philosophical Review, vol. 95, no 1,‎ janvier 1986, p. 3–45 (DOI 10.2307/2185131, JSTOR 2185131)
- Keith DeRose, « Solving the Skeptical Problem », The Philosophical Review, vol. 104, no 1,‎ janvier 1995, p. 1–52 (DOI 10.2307/2186011, JSTOR 2186011)